# Kasilof
Kasilof, selo Knaiakhotana Indijanaca na istočnoj obali Cook Inleta na Aljaski, na ušću rijeke Kasilof. Naselje koje su tu podignuli Rusi 1786. nazvano je St George. 31 stanovnik 1880; 117 u 7 kuća 1890; 505, 2007.
Ostali nazivi pod kojima se spominje su Georgiefskaia, Kassilo (Petroff 1884), Kassilof i Kussilof.